# Когунек
Когунек (хак. Кӧгенек) — деревня в составе Новомарьясовского сельского поселения Орджоникидзевского района Хакасии.

## История
Деревня образована в начале XX века переселенцами из Новосёлова и других мест, вытеснившими коренное население. В годы Гражданской войны здесь проходили бои партизанской армии Щетинкина и Кравченко с колчаковцами. В 1953 в окрестностях К. происходило освоение целины.

## Население
| 2002 | 2010 |
| ---- | ---- |
| 294  | ↘205 |

Число хозяйств — 102, население — 295 чел. (01.01.2004).

## Инфраструктура
Основное с.-х. предприятие — АОЗТ «Чулымское».
Улицы деревни Когунек:
- ул. Зелёная
- ул. Клубная
- ул. Молодёжная
- ул. Набережная
- ул. Новая
- ул. Садовая
- ул. Центральная.